# The Rising
The Rising je dvanaesti studijski album Brucea Springsteena, objavljen 2002. Osim što je to bio prvi Springsteenov studijski album nakon sedam godina, bio je i prvi s E Street Bandom u 18 godina. Objavljen je kao Springsteenova reakcija na napade 11. rujna 2001.
Po izlasku, The Rising je postigao kritički i komercijalni uspjeh te je hvaljen kao "Bossov" trijumfalni povratak. 2003. je osvojio Grammy za najbolji rock album; iako je bio nominiran i favorit za album godine, nagrada je otišla Norah Jones za Come Away with Me.

## Povijest
Iako je većina pjesama napisana nakon 11. rujna 2001., nekoliko ih datira iz perioda prije napada. "My City of Ruins" je originalno izvođena i napisana o Asbury Parku u New Jerseyju. No, nakon Springsteenove izvedbe u programu America: A Tribute to Heroes, pjesma je poprimila šire značenje. "Further On (Up the Road)" izvedena je uživo u Madison Square Gardenu tijekom ljeta 2000. na kraju povratničke turneje Springsteena i E Street Banda. Snimljena je, ali nije uvrštena ni na DVD ni na CD verziju HBO-ova specijala Bruce Springsteen & the E Street Band: Live in New York City. "Waitin' on a Sunny Day" napisana je početkom ili sredinom devedesetih, a izvedena je barem jednom na povratničkoj turneji. Springsteen je izjavio kako je "Nothing Man" originalno dovršena 1994., ali je ponovno snimljena za ovaj album.
"Mary's Place" nastala je pod izravnim utjecajom "Meet Me at Mary's Place" Sama Cookea; "Let's Be Friends" glazbenu formu posuđuje od "Cherry Bomb" Johna Mellencampa i "Dreamlover" Mariah Carey; "My City of Ruins" podsjeća na "People Get Ready" Curtisa Mayfielda.
Uz pomoć velike marketinške kampanje i naknadne Rising turneje, The Rising je postao Springsteenov prvi pop album broj 1 na američkim ljestvicama od 1995. i Greatest Hits. Prodan je u 2,100,000 primjeraka čime je postao njegov najprodavaniji album od Tunnel of Love iz 1987.

## Popis pjesama
Tekstovi i glazba: Bruce Springsteen. 
| 1.    | »Lonesome Day«                    | 4:08 |
| 2.    | »Into the Fire«                   | 5:04 |
| 3.    | »Waitin' on a Sunny Day«          | 4:18 |
| 4.    | »Nothing Man«                     | 4:23 |
| 5.    | »Countin' on a Miracle«           | 4:44 |
| 6.    | »Empty Sky«                       | 3:34 |
| 7.    | »Worlds Apart«                    | 6:07 |
| 8.    | »Let's Be Friends (Skin to Skin)« | 4:21 |
| 9.    | »Further On (Up the Road)«        | 3:52 |
| 10.   | »The Fuse«                        | 5:37 |
| 11.   | »Mary's Place«                    | 6:03 |
| 12.   | »You're Missing«                  | 5:10 |
| 13.   | »The Rising«                      | 4:50 |
| 14.   | »Paradise«                        | 5:39 |
| 15.   | »My City of Ruins«                | 5:00 |
| 72:59 |                                   |      |

## Popis izvođača

### E Street Band
- Bruce Springsteen – gitara, vokali, akustična gitara, bariton gitara, harmonika
- Roy Bittan – klavijature, klavir, melotron, Kurzweil, orgulje, Korg M1
- Clarence Clemons – saksofon, prateći vokali
- Danny Federici – Hammond B3, Vox Continental, Farfisa
- Nils Lofgren – eletrična gitara, dobro, slide gitara, bendžo, prateći vokali
- Patti Scialfa – vokali, ritam-gitara
- Garry Tallent – bas
- Steven Van Zandt – električna gitara, prateći vokali, mandolina
- Max Weinberg – bubnjevi

### Ostali izvođači
- Soozie Tyrell – violina, prateći vokali
- Brendan O'Brien – gloknšpil, orkestralna zvona
- Larry Lemaster – čelo
- Jere Flint – čelo
- Jane Scarpantoni – čelo
- Nashville String Machine
- Asuf Ali Khan i grupa
- Alliance Singers
- The Miami Horns

## Vanjske poveznice
- Audio i tekstovi  Arhivirana inačica izvorne stranice od 2. veljače 2004. (Wayback Machine)